# Мураталиев, Марат Молдонович
Марат Молдонович Мураталиев  (род. 23 июня 1967, село Грозное, Таласская область) — депутат Жогорку Кенеша Кыргызской Республики VII созыва от политической партии «Ишеним» (с 2021 года). Заместитель председателя Комитета по топливно-энергетическому комплексу, недропользованию и промышленной политике.

## Биография
Родился 23 июня 1967 года в селе Грозноек Айтматовского района Таласской области Киргизской ССР в многодетной семье. Отец - ветеран Великой Отечественной войны Молдаалы Мураталиев, директором средней школы в селе Куршаб. Мать - Лала Абдыкадырова. Старший брат - Байымбет Мураталиев с 20 декабря 2006 года по 11 января 2008 года занимал должность губернатора Таласской области. С 3 класса занимался греко-римской борьбой, баскетболом и боксом.
С 1985 по 1987 годы проходил срочную службу рядах Советской Армии. С 1987 по 1989 годы обучался во Фрунзенском Кооперативном Техникуме по специальности «Заготовитель».
С 1989 года по 1992 годы работал в заготовительной конторе Чуйской области. С 1992 года по 2007 годы занимался частной предпринимательской деятельностью в Кара-Бууринском районе Таласской области. С 2007 по 2015 годы - директор в строительной компании ОсОО «Курулуш-Арсенал БМ".
С 2009  по 2012 годы являлся депутатом Кара-Бууринского районного кенеша Таласской области. В 2012 году -  депутат Таласского городского кенеша Таласской области. В 2015 году выдвигался кандидатом в депутаты Жогорку Кенеш Кыргызской Республики.
С 2016 по 2017 годы работал в должности начальника Таласского областного Управления капитального строительства. В 2017 году был назначен Полномочным представителем Правительства Кыргызской Республики в Таласской области и занимал эту должность до октября месяца 2020 года.
В ноябре 2021 года избран депутатом VII созыва Жогорку Кенеша Кыргызской Республики от политической партии «Ишеним». С 13 января 2022 года - заместитель председателя Комитета по топливно-энергетическому комплексу, недропользованию и промышленной политике.
Женат на Бактыгуль Мураталиевой. Отец трех дочек и одного сына